# Oscar Van Hemel
Ludovicus Oscar Van Hemel (født 3. august 1892 i Antwerpen, Belgien - død 9. juli 1981 i Hilversum, Holland) var en hollandsk/belgisk komponist, violinist og lærer.
Hemel studerede komposition og violin på det Kongelige Flamske Musikkonservatorium i Antwerpen hos Lodewijk Mortelmans og August de Boeck. Han kom til Holland (1914) , hvor han studerede komposition privat hos Willem Pijper. Hemel har skrevet 5 symfonier, 3 violinkoncerter, orkesterværker, kammermusik, opera, vokalmusik, instrumentalværker etc. Han var violinist og underviste i komposition på Brabant Musikkonservatorium i Tilburg.

## Udvalgte værker
- Symfoni nr. 1 (1935) - for orkester
- Symfoni nr. 2 (1948) - for orkester
- Symfoni nr. 3 "Sinfonietta" (1952) - for kammerorkester
- Symfoni nr. 4 (1962) - for orkester
- Symfoni nr. 5 (1964 Rev. 1980) - for orkester
- Violinkoncert nr. 1 (1948) - for violin og orkester
- Violinkoncert nr. 2 (1968) - for violin og orkester
- Violinkoncert nr. 3 (1979) - for violin og orkester